# Zidar
Zidar je osoba koja se bavi zidarstvom.